# Риде, Эрих
Эрих Риде (нем. Erich Riede; 3 мая 1903, Лондон — 1986) — немецкий дирижёр и композитор.
На рубеже 1920-30-х гг. работал аккомпаниатором и репетитором в различных оперных театрах, в том числе в нью-йоркской Метрополитен-опера и на Байройтском фестивале.
В 1950—1951 гг. возглавлял мангеймский Стамиц-оркестр — старейший любительский оркестр Германии. В 1952—1954 гг. художественный руководитель Театра Анхальта в Дессау. В 1956—1963 гг. генеральмузикдиректор Нюрнберга, в 1964—1968 гг. — Вюрцбурга, где, в частности, осуществил премьеру оперы Вернера Эгка «Пер Гюнт».
Из записей Риде наиболее известна запись первого фортепианного концерта Ференца Листа с пианистом Серджио Фиорентино и гамбургским ансамблем Pro Musica (1958).
Автор оперы «Риччио», вокальных и хоровых сочинений.